# Joseph McCabe

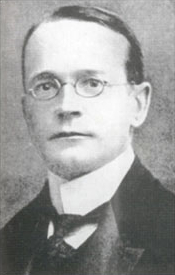
Joseph McCabe, em 1910.

Joseph Martin McCabe (Macclesfield, Cheshire, 12 de Novembro de 1867 — Londres, 10 de Janeiro de 1955) foi um escritor inglês e ex-padre, que se tornou um defensor do Livre-pensamento. Inicialmente, McCabe descrevia-se como agnóstico, mas mais tarde ele preferiu intitular-se ateu.

## Sacerdócio e apostasia

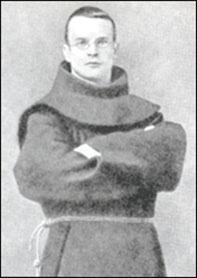
Padre Antony (Joseph McCabe), em 1895.

Joseph McCabe recebeu seu nome em homenagem a São José, pois estava destinado por seus pais a seguir carreira religiosa (ironicamente, seu sobrenome significa "filho do abade"). Entrou para o seminário da ordem dos Franciscanos em 1883, aos 16 anos, e logo sua inteligência sobrepujou a de seus professores, os quais, segundo relatou, começaram a temê-lo e não queriam ensinar-lhe mais nada.
Em 1890 foi ordenado sacerdote com o nome de Padre Antony. Estudou Filosofia e História Eclesiástica na Universidade Louvain, (Bélgica), mas o regulamento de sua ordem impediu-lhe de diplomar-se. Designado professor de Filosofia escolástica, em 1895 ele tornou-se reitor do Buckingham College. Desiludido com o exercício do sacerdócio, na manhã do Natal de 1895 ele declarou-se "doutrinariamente falido". Após 13 anos de vida religiosa, em 19 de Fevereiro de 1896, ele abandonou a Igreja para sempre.

## Vida e obra
Pouco depois de abandonar o sacerdócio, McCabe começou a escrever. Primeiro, um panfleto sobre a perda da fé, em From Rome to Rationalism, publicado em 1897, cujo conteúdo foi mais tarde ampliado no livro Twelve Years in a Monastery. McCabe tornou-se um autor prolífico, tendo escrito mais de 250 livros ao longo da vida sobre temas tão diversos quanto ciência, religião, história e cultura. Muitos de seus livros foram publicados pela E. Haldeman-Julius Publications, em séries conhecidas como "Blue Books".
Ele foi um dos membros-fundadores da Britain's Rationalist Press Association, secretário da Leicester Secular Society entre 1898-1899, e até seus 80 anos de idade, um palestrante dos mais respeitados, tendo feito entre três e quatro mil conferências nos EUA, Austrália e Grã-Bretanha. Um ano antes de sua morte, filiou-se à National Secular Society.
McCabe pediu que em sua lápide fosse colocada a frase: "Foi rebelde até o fim".